# 대한민국 민법 제730조
대한민국 민법 제730조는 유증에 의한 종신정기금에 대한 한국 민법 채권법 종신정기금의 조문이다. 1958년 2월 22일에 법률 제471호로 제정되어 1960년 1월 1일에 시행되었다.  2011년 3월 7일에 전문개정되었고 2021년 1월 26일에 법률 제17905호로 일부개정되어 시행되었다.

## 조문
제730조(유증에 의한 종신정기금) 본절의 규정은 유증에 의한 종신정기금채권에 준용한다.

第730條(遺贈에 依한 終身定期金) 本節의 規定은 遺贈에 依한 終身定期金債權에 準用한다.

## 참고 문헌
- 오현수, 일본민법, 진원사, 2014. ISBN 9788963463452
- 오세경, 대법전, 법전출판사 , 2014 ISBN 9788926210277
- 이준현 , LOGOS 민법 조문판례집, 미래가치, 2015. ISBN 9791155020869

## 같이 보기
- 종신
- 정기금
- 해제